# Championnat de France de hockey sur glace 1932-1933
Saison précédente Saison suivante
La saison 1933 est la 17e saison du championnat de France de hockey sur glace qui porte le nom de 1re série.

## 1resérie
|  | Demi-finales                          | Demi-finales                          |                |   | Finale                                 | Finale                                 |
|  | Demi-finales                          | Demi-finales                          |                |   | Finale                                 | Finale                                 |
|  |                                       |                                       |                |   |                                        |                                        |
|  | Palais des Sports de Grenelle, 9 mars | Palais des Sports de Grenelle, 9 mars |                |   | Palais des Sports de Grenelle, 11 mars | Palais des Sports de Grenelle, 11 mars |
|  | Palais des Sports de Grenelle, 9 mars | Palais des Sports de Grenelle, 9 mars |                |   | Palais des Sports de Grenelle, 11 mars | Palais des Sports de Grenelle, 11 mars |
|  | Stade français                        | 14                                    |                |   | Palais des Sports de Grenelle, 11 mars | Palais des Sports de Grenelle, 11 mars |
|  | Stade français                        | 14                                    |                |   | Palais des Sports de Grenelle, 11 mars | Palais des Sports de Grenelle, 11 mars |
|  | École Centrale                        | 1                                     |                |   | Palais des Sports de Grenelle, 11 mars | Palais des Sports de Grenelle, 11 mars |
|  | École Centrale                        | 1                                     | Stade français | 1 |                                        |                                        |
|  | Palais des Sports de Grenelle, 4 mars |                                       | Stade français | 1 |                                        |                                        |
|  |                                       | Racing Club de France                 | 0              |   |                                        |                                        |
|  | Chamonix Hockey Club                  | Racing Club de France                 | 0              | 1 |                                        |                                        |
|  | Chamonix Hockey Club                  |                                       |                | 1 |                                        |                                        |
|  | Racing Club de France                 | 3                                     |                |   |                                        |                                        |
|  | Racing Club de France                 | 3                                     |                |   |                                        |                                        |

### Demi-finale
| 4 mars 1933 | Racing Club de France | 3-1 (2-0,0-1,1-0) | Chamonix Hockey Club | Palais des Sports de Grenelle |

| 9 mars 1933 | École Centrale | 2-3 (pr) (1-0,1-1,0-1,0-1) | Stade français | Palais des Sports de Grenelle |

### Finale
| 11 mars 1933 | Racing Club de France | 0-1 (0-1,0-0,0-0) | Stade français | Palais des Sports de Grenelle |

### Bilan
Le club du Stade français est champion de France pour la deuxième fois.

## 2esérie
|  | Demi-finales          | Demi-finales          |           |    | Finale | Finale |
|  | Demi-finales          | Demi-finales          |           |    | Finale | Finale |
|  |                       |                       |           |    |        |        |
|  |                       |                       |           |    |        |        |
|  |                       |                       |           |    |        |        |
|  | CSH Paris             | 4                     |           |    |        |        |
|  | CSH Paris             | 4                     |           |    |        |        |
|  | CN Chatou             | 2                     |           |    |        |        |
|  | CN Chatou             | 2                     | CSH Paris | 12 |        |        |
|  |                       |                       | CSH Paris | 12 |        |        |
|  |                       | Athletic Club Citroën | 0         |    |        |        |
|  | RC France II          | Athletic Club Citroën | 0         | 1  |        |        |
|  | RC France II          |                       |           | 1  |        |        |
|  | Athletic Club Citroën | 2                     |           |    |        |        |
|  | Athletic Club Citroën | 2                     |           |    |        |        |

### Premier tour
| 7 février 1933 | Cercle Nautique de Chatou | 2-1 | Stade français II | Palais des Sports de Grenelle |

| 8 février 1933 | Chamonix Hockey Club II | 1-4 | Athletic Club Citroën | Palais des Sports de Grenelle |

### Demi-finale
| 10 février 1933 | Cercle Nautique de Chatou | 2-4 | Club des Sports d'Hiver de Paris | Palais des Sports de Grenelle |

| 10 février 1933 | Athletic Club Citroën | 2-1 | Racing Club de France II | Palais des Sports de Grenelle |

### Finale
| 26 février 1933 | Club des Sports d'Hiver de Paris | 12-0 | Athletic Club Citroën | Palais des Sports de Grenelle |